# Placówka Straży Celnej „Seneczów”

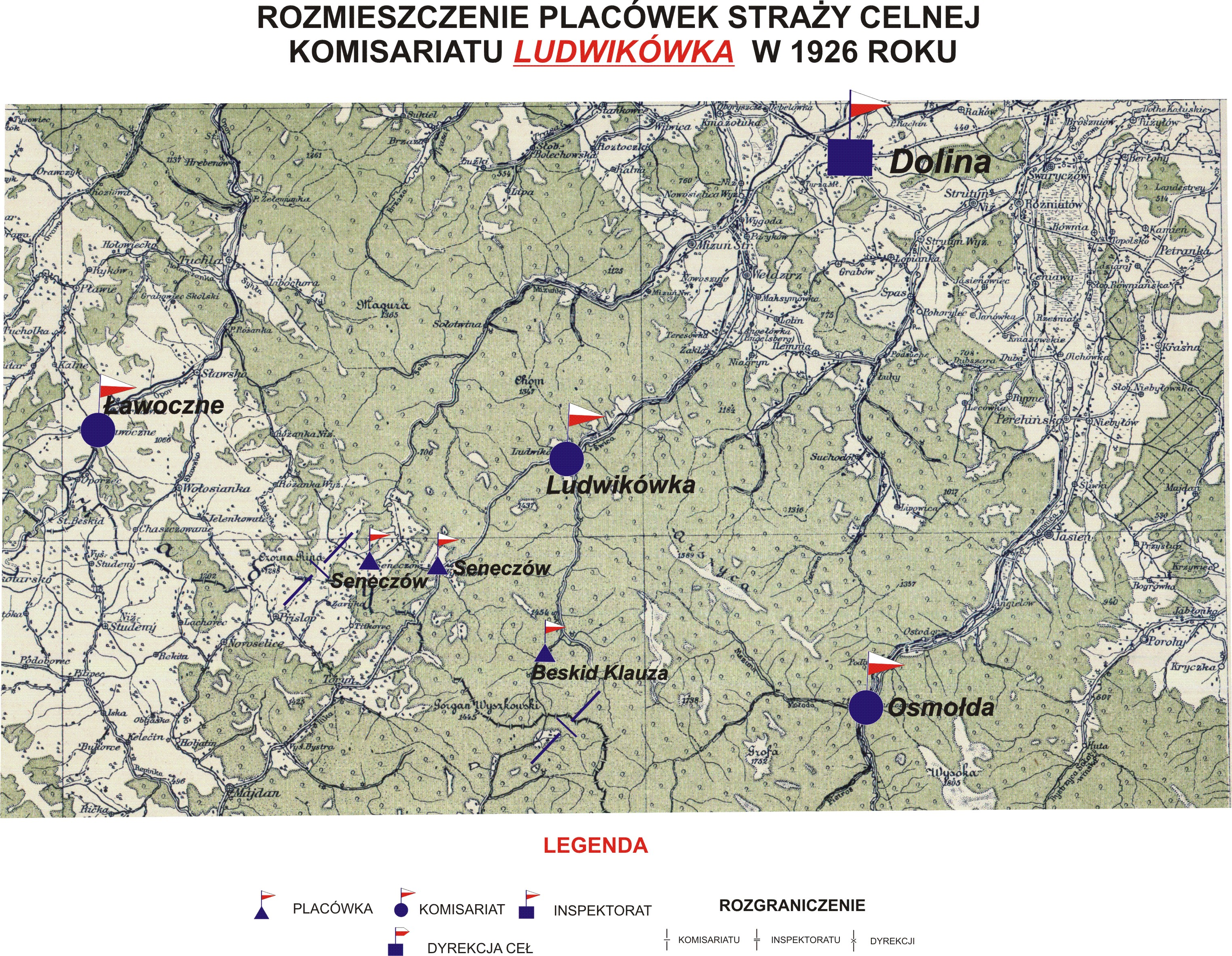
Rozmieszczenie placówek SC Komisariatu Ludwikówka w 1926 r.

Placówka Straży Celnej „Seneczów” – jednostka organizacyjna Straży Celnej pełniąca w okresie międzywojennym służbę ochronną na granicy polsko-rumuńskiej.

## Formowanie i zmiany organizacyjne
Na wniosek Ministerstwa Skarbu, uchwałą z 10 marca 1920 roku, powołano do życia Straż Celną. Jednostki Straży Celnej rozpoczęły przejmowanie odcinków granicy od pododdziałów Batalionów Celnych. W 1921 roku w Ludwikówce stacjonował sztab 3 kompanii 12 batalionu celnego. Kompania wystawiała między innymi placówkę w Seneczkowie. Proces tworzenia Straży Celnej trwał do końca 1922 roku. Placówka Straży Celnej „Saneczków” weszła w podporządkowanie komisariatu Straży Celnej „Ludwikówka” z Inspektoratu SC „Dolina”.
W drugiej połowie 1927 roku przystąpiono do gruntownej reorganizacji Straży Celnej. W praktyce skutkowało to rozwiązaniem tej formacji granicznej. Ochronę północnej, zachodniej i południowej granicy państwa przejęła powołana z dniem 2 kwietnia 1928 roku Straż Graniczna.
Rozkazem nr 5 z 16 maja 1928 roku w sprawie organizacji Małopolskiego Inspektoratu Okręgowego dowódca Straży Granicznej gen. bryg. Stefan Pasławski określił strukturę organizacyjną komisariatu SG „Ludwikówka”.
Już 8 września 1828 dowódca Straży Granicznej rozkazem nr 6  w sprawie organizacji Małopolskiego Inspektoratu Okręgowego podpisanym w zastępstwie przez mjr. Wacława Szpilczyńskiego zmieniał organizację komisariatu i ustalał inny zasięg placówek. Placówka Straży Granicznej I linii „Seneczów” znalazła się w jego strukturze.

## Funkcjonariusze placówki
Kierownicy placówki
| stopień    | imię i nazwisko, numer | okres pełnienia służby | kolejne stanowisko |
| ---------- | ---------------------- | ---------------------- | ------------------ |
| przodownik | Józef Rychalski (83)   | był w 1926             |                    |

Obsada personalna placówki w 1926:
- przodownik Józef Rychalski (83)
- starszy strażnik Józef Zarębski (327)
- starszy strażnik Jan Meca (821)
- strażnik Ignacy Kitłowski (840)
- strażnik Andrzej Siwek (841)
- strażnik Jan Pozorski (2207)
- strażnik Józef Jasik (839)
- strażnik Michał Konieczny (853)
- strażnik Józef Walkowski (852)